# Mala ciencia
Mala ciencia, es un libro de Ben Goldacre que critica la forma en la que los medios de comunicación cubren las noticias sobre sanidad y ciencia. Publicado originalmente en septiembre de 2008, el libro contiene versiones extendidas y revisadas de muchas de sus columnas en The Guardian. Obtuvo muy buenas críticas del Daily Telegraph y la British Medical Journal, entre otros, y alcanzó la lista de los 10 libros más vendidos en Amazon. Fue nominado para el premio Samuel Johnson en 2009. Bad Science es también el título de la columna de Goldacre en The Guardian y de su página web.

### Introducción
Una breve introducción (de Goldacre) exponiendo los temas de los que hablará en otros capítulos. Se lamenta de la falta de cultura científica actual.

### Capítulo 1. La base de la cuestión
Habla de métodos de "detoxificación" (Aqua Detox, velas de oído, etc.) cuya falsedad se puede demostrar con experimentos bastante simples. Analiza el "fenómeno detox", esa obsesión por librar nuestro cuerpo de supuestas "toxinas" mediante métodos espurios. También se discuten los rituales de purificación.

### Capítulo 2. La gimnasia cerebral
La "gimnasia cerebral" es un programa de ejercicios que, según sostienen sus creadores sin ninguna base científica, puede crear nuevas conexiones en el cerebro. En este capítulo el autor discute cómo muchas escuelas públicas de Reino Unido adoptaron este programa sin previo análisis crítico.

### Capítulo 3. El complejo Progenium XY
Este capítulo versa sobre los cosméticos, y las afirmaciones engañosas y pseudocientíficas de sus fabricantes.

### Capítulo 4. La homeopatía
Se parte de la homeopatía para emprender un ensayo sobre la natureleza de la evidencia científica, con referencias al efecto placebo, regresión a la media y la importancia de hacer estudios a doble ciego y de tomar muestras aleatorias en el diseño de ensayos clínicos objetivos. Finalmente, el autor expone que las pastillas homeopáticas no tienen un efecto diferente al de las plastillas placebo.